# العازمية (الدوادمي)
العازمية، هي قرية من فئة (ب) تقع في محافظة الدوادمي، والتابعة لمنطقة الرياض في السعودية. وتبعد العازمية عن محافظة الدوادمي بمسافة تقارب () كم.